# Túrin
Túrin Turambar es un personaje ficticio del legendarium del escritor J. R. R. Tolkien, protagonista de la novela Los hijos de Húrin, aunque su historia también aparece resumida en los Cuentos inconclusos y aún más en El Silmarillion, además de en algún libro de La historia de la Tierra Media. 
Era un Adan, hijo de Húrin y Morwen y hermano de Urwen y Nienor. Como hijo de Húrin, Túrin pertenecía a la Tercera Casa de los Edain, la Casa de Hador, aunque tenía ascendencia de las otras dos Casas. Su madre, Morwen, era de la Primera Casa, la Casa de Bëor, y su abuela Hareth pertenecía a la Segunda Casa, la Casa de Haleth.

## Historia

### Infancia
Túrin nació en la tierra de Dor-Lómin en el año 464 de la Primera Edad del Sol. Cuando aún era pequeño, Morgoth envió una peste a la que se le denominó el Mal Aliento desde Angband y Túrin cayó enfermo. Tras su recuperación descubrió que su hermana Urwen (apodada Lalaith, que significa «Risa»), había muerto a causa de la peste y desde ese mismo día Túrin odió profundamente a Morgoth, puesto que Lalaith era muy querida en su familia:
"Lalaith es bella como una niña Elfa [...] pero más efímera, ¡ay! Y por ello más bella, quizá, o más querida"

Muerta su hermana, la risa se apagó en el hogar y Túrin tuvo que buscar una nueva compañía. Se hizo así amigo de Sador, un criado al servicio de su padre, que era tullido. Sador fue un instructor además de un fiel amigo, y sus consejos no serían olvidados por Túrin, ni su amistad.
Poco después su padre se marchó a luchar a la Nírnaeth Arnoediad, la quinta de las Batallas de Beleriand (la "Batalla de las Lágrimas Innumerables"), mientras que Morwen estaba embarazada de nuevo. En esta batalla, tristemente recordada por los Elfos en sus canciones, cayó Fingon por el hacha negra de Gothmog y Húrin fue capturado en batalla por los servidores de Morgoth mientras defendía junto a su hermano Huor a Turgon, rey de Gondolin, para que pudiesen escapar de las huestes enemigas.
"Esto os digo, señor, con la muerte a la vista: aunque nos separemos aquí para siempre y yo no vuelva a ver vuestros muros blancos, de vos y de mí surgirá una nueva estrella. ¡Adiós!" Estas son las palabras que Huor dijo a Turgon para apremiarle a escapar y defender Gondolin. Se hace referencia a Tuor, hijo de Huor, y a Idril, hija de Turgon y esposa de Tuor. Ambos serían padres de Eärendil, esperanza de Hombres y Elfos.
Huor cayó en la batalla "con el ojo atravesado por una flecha envenenada, rodeado de por los cuerpos de los valientes hombres de Hador". Húrin permaneció en pie blandiendo el hacha de un capitán orco; "cada vez que asestaba un golpe, Húrin gritaba ¡Aure entuluva! ¡Llegará de nuevo el día!" Pero al final se le capturó vivo, por orden expresa de Morgoth, que quería infligirle un castigo severo. Así, lo mandó traer a su presencia y le intimidó para que le revelase el emplazamiento de Gondolin. Le dijo que si se lo decía  podría verse libre. Húrin se negó y se burló de Morgoth "Las mismas cosas se las dijiste hace mucho a nuestros padres; pero escapamos de tu sombra". A causa de este desafío, Morgoth lo sentó en una silla de piedra sobre un sitio elevado de Thangorodrim desde donde pudiese ver a lo lejos la tierra de Hithlum al oeste y las tierras de Beleriand al sur.
"Siéntate aquí ahora -dijo Morgoth- y contempla las tierras donde aquellos que me has entregado conocerán el mal y la desesperación. Porque has osado burlarte de mí, y has cuestionado el poder de Melkor, amo de los destinos de Arda. Así pues, con mis ojos verás, y con mis oídos oirás y nada te será ocultado"
Las noticias de la derrota llegaron a Brethil por la boca de tres supervivientes tan sólo. Morwen, mientras tanto, al observar que su esposo no retornaba a Dor-Lómin, permaneció en Hithlum silenciosa y triste. Los Orientales llegaron a su tierra, porque allí los destinó Morgoth en recompensa a su traición y esclavizaron al pueblo de Hador. Sin embargo, temían a Morwen, a quien consideraban una bruja. Morwen decidió que aquel no era el sitio para criar a un niño como Túrin, rodeado de tantos enemigos y en tales dificultades. Recordó lo que le dijo Húrin antes de partir a la guerra "¡Ve deprisa! [A Doriath] ¡No me esperes"' y tras pensarlo mucho envió a su hijo Túrin a Doriath bajo la protección del rey Rey Thingol "Mantogrís", Melian y el pueblo de elfos Sindar que allí habitaba. Así, Túrin partió hacia Doriath antes del nacimiento de su hermana menor y sin su madre, pues Morwen era orgullosa y prefería quedarse en Dor-Lómin y no quería partir mientras estaba embarazada. Cruzó Túrin Ered Wehtrin, las escarpadas montañas que delimitaban al sur Dor-Lómin por un desfiladero bajo la sombra de la montaña Amon Darthir. Así pues, Túrin comienza sus aventuras y desgracias, la primera de ellas: tener que abandonar a su madre en una casa rodeada por Orientales crueles bajo las órdenes de un tal Brodda. 
"-¡Morwen, Morwen! ¿Cuándo te volveré a ver?
Morwen, de pie en el umbral, oyó el eco de ese grito en las colinas boscosas y se aferró a la jamba de la puerta hasta que sus dedos sangraron"

### En Doriath y como proscrito
Morwen daría luz a una niña a principios del año que siguió a la partida de su hijo y la llamó Niënor, que significa "luto". Túrin iba camino de Doriath guiado por Gethron y Grithnir, antiguos sirvientes de su padre. Llegarían después de un penoso viaje a la frontera de Doriath y se les acabó el alimento. Sumidos en la desesperación les encontró Beleg Arcofirme cuando estaba de caza por esa zona. Beleg los acompañó hasta Thingol y Melian en Menegroth.  
En Doriath, Túrin fue educado en la corte de Thingol y Melian y ahí aprendió a ser guerrero. Trabó una amistad muy estrecha con Beleg Cuthalion y también con Mablung, capitán del rey. Sin embargo, llegó un momento en que Túrin quiso irse y el rey y la reina le aconsejaron que no lo hiciera. En ese entonces tuvo problemas con Saeros, un noble elfo que le envidiaba por ser el hijo adoptivo de Thingol, y después de ofender y enfrentarse en un duelo que Túrin ganó, resultó muerto por un accidente. Túrin creyó que no se le haría un juicio justo —aunque gracias al testimonio de la doncella Nellas, de quien había estado bajo protección cuando era un niño, el Rey Thingol se enteró de toda la verdad sobre el asunto— y huyó.
Se internó en Beleriand occidental, donde las tierras ya no eran muy seguras desde la derrota en la Nírnaeth Arnoediad y se convirtió en un criminal al frente de un grupo de hombres. Se hacía llamar a sí mismo "Gorthol", de forma que su fama llegó a oídos de Thingol pero no supo de quién se trataba. Terminaron refugiándose en Amon Rûdh, la guarida de Mîm el enano mezquino. Ahí lo encontró Beleg, que fue enviado por Thingol a buscarlo, portando la espada negra Anglachel. Mîm traicionó a la banda de Túrin y este fue capturado por orcos que lo transportaron a Angband. Pero Beleg los persiguió y en el camino rescató a Gwindor, un elfo de Nargothrond que había sido capturado en la Nírnaeth Arnoediad. Juntos rescataron a Túrin, pero este, por las torturas de los orcos, no vio cuando todo sucedió y confundido tomó la espada de Beleg y mató a su amigo.

### En Nargothrond
Gwindor llevó a Túrin a Nargothrond y ahí se dio a sí mismo el nombre de "Agaerwen hijo de Úmarth". Finduilas de Nargothrond, hija del rey Orodreth se enamoró de él, aunque desde antes Finduilas y Gwindor habían tenido un compromiso, pero Túrin no le correspondió. Y Finduilas le dio el nombre de Thurin el Secreto. En Nargothrond, Túrin se convirtió en el capitán de las fuerzas del rey, reforjó la espada de Beleg a la que hizo llamar Gurthang y se hizo llamar desde entonces "Mormegil". Su fama volvió a llegar hasta Doriath, pero tampoco se le reconoció con ese nombre. En Doriath, hacía tiempo que Morwen y la hermana de Túrin, Nienor, vivían ya, pero no supieron qué sería de Túrin.
En Nargothrond, Túrin promovió convertir al reino, de una ciudad escondida en las grutas, en un glorioso reino que le hiciera frente a las fuerzas de Morgoth. Esto iba en contra incluso de los deseos de Ulmo que había aconsejado a Finrod fundar el reino años atrás, y aunque dos mensajeros llegaron a la ciudad para advertir contra esto, no se les hizo caso y ganó el orgullo de Túrin.
De esta forma, Nargothrond fue hecha visible a Morgoth, y de ahí todo se desencadenó en la caída de Nargothrond, donde el ejército de Orodreth fue derrotado en la Batalla de Tumhalad, Túrin fue hechizado por el dragón Glaurung y Finduilas fue hecha prisionera. Por las palabras de Glaurung, Túrin no fue a rescatarla, sino que se dirigió a Dor-Lómin a buscar a su madre y hermana, a quienes ya no encontró. De regreso a Beleriand, se encontró con que Finduilas había sido asesinada y los hombres de la Casa de Haleth, que vivían en el bosque de Brethil, la rescataron y la sepultaron en Haudh-en-Elleth, «El túmulo de la doncella elfo».

### En Brethil

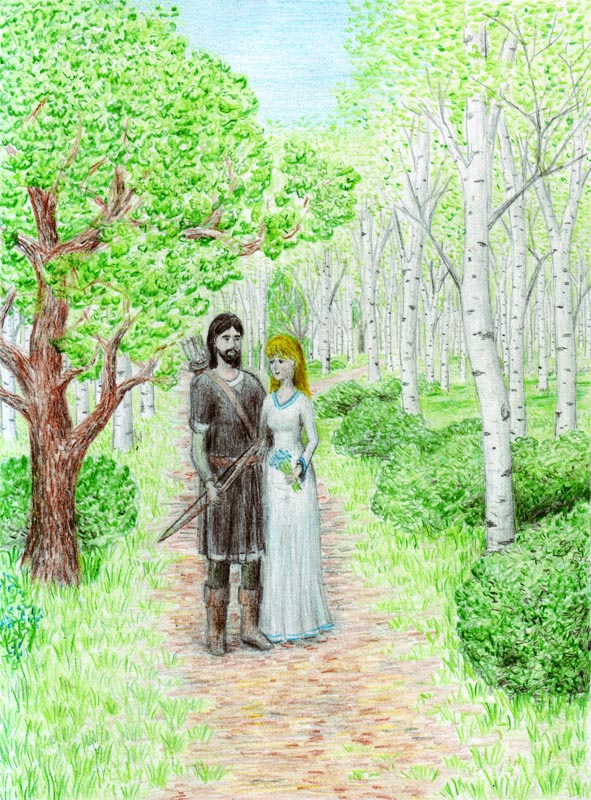
Túrin Turambar y Nienor en el bosque de Brethil.

Túrin se integró entonces con los hombres de Brethil y se hizo llamar "Turambar". Mientras tanto, a Doriath llegaron noticias de la caída de Nargothrond y de que la identidad de Mormegil no era otra sino la de Túrin. Morwen y Nienor salieron a buscarlo, pero Nienor se perdió, hechizada por Glaurung para que tuviera amnesia y no recordara ni quién era ni a quién buscaba.
De esta forma, Nienor terminó llegando a Brethil, donde conoció a Túrin.Puesto que Nienor no recordaba su nombre, Túrin la llamó Níniel, que significa "Doncella de las lágrimas". Ambos se enamoraron sin saber su identidad, se casaron y concibieron un hijo.
Sin embargo, Glaurung se enteró del paradero de Túrin y fue a Brethil. Entonces Túrin se enfrentó a él y le dio el golpe de gracia, dejando a Túrin desmayado, pues el veneno de Glaurung le bañó la mano con la que recuperó la espada Gurthang. Níniel se acercó y mientras Túrin estaba desmayado, Glaurung despertó y con su último aliento deshizo el hechizo de Nienor, con lo que ella reconoció a su hermano y todo lo que había hecho, y aterrorizada se lanzó a las cataratas del río Teiglin, donde murió con el hijo que había concebido con Túrin en su vientre. Túrin se despertó y Brandir, el líder de los hombres de Brethil, que había escuchado todo y que estaba también enamorado de Nienor, le reveló a Túrin lo que sucedió. Entonces Túrin mató al hombre y huyó, pero fue encontrado por el capitán de Thingol, Mablung. Entonces Túrin regresó corriendo a las cataratas del Teiglin e inmediatamente se suicidó lanzándose sobre su propia espada.
Túrin fue enterrado ahí mismo y en su memoria se colocó una leyenda que decía: Nienor Níniel, aunque ella misma no estaba enterrada ahí, y más abajo Turin Turambar Dagnir Glaurunga, es decir, Turin Amo del Destino, Ruina de Glaurung. Muchos años más tarde, a los pies de esta tumba moriría también Morwen en brazos de Húrin, ya liberado de Angband, y este la enterraría ahí. Cuando Beleriand fue destruido en la Guerra de la Cólera, el monte sobrevivió al mar, y quedó como una isla conocida como Tol Morwen.
Y entre los astros, la constelación Menelvagor (Orión), recuerda también a Túrin en el cielo.

### La profecía
Se dice que en la profecía de la Dagor Dagorath, la Última Batalla, Túrin participará también con su espada Gurthang, y le dará el golpe de muerte a Morgoth, por causa de todos los sufrimientos que le causó a la familia de Húrin. Sin embargo, también está dicho que Morgoth hará frente en singular combate a Tulkas, si bien no sea este el responsable de su muerte.

## Otros nombres
Túrin es llamado también Turambar ("Amo del destino"), Mormegil (la "Espada Negra"), Neithan (el "Ofendido"), Gorthol (el "Yelmo Terrible"), Agarwaen hijo de Úmarth ("Manchado de sangre", hijo del "Hado desdichado"), Thurin ("Secreto") y Adanedhel ("Elfo-Hombre").

## Origen del personaje
La primera influencia que detectamos en Túrin proviene del personaje de Sigurd o Sigfrido, héroe del Cantar de los nibelungos o Saga nibelunga, perteneciente a las Eddas. Como él, es el último descendiente de una dinastía que ha perdido su reino; es criado en secreto en un hogar adoptivo llegando a ser muy querido por su tutor; ambos aman a una mujer cuya relación termina en tragedia; los dos poseen espadas renombradas forjadas por artífices de gran prestigio, en el momento que llegan a su poder están quebradas, y morirán empuñándolas; y, por último, ambos se enfrentaron y dieron muerte a un dragón. Sin embargo, el propio Tolkien confiesa que la principal inspiración del personaje viene de la figura de Kullervo el Desdichado, uno de los héroes del Kalevala, la epopeya nacional finlandesa. El profesor confiesa en una de sus cartas (Carta 163 a W.H. Auden), que el detonante que le llevó a iniciar su fantástica mitología fue un intento de reorganizar el cuento de Kullervo. Este era el hijo del noble Kalervo, nacido esclavo en casa de su tío Untamo, usurpador de sus tierras y de su esposa, al que la desdicha le lleva a cometer infames acciones hasta que preso por el remordimiento de haber cometido incesto con su hermana se quita la vida. Como Túrin, tiene una infancia difícil en su patria usurpada, y desea venganza; tiene una estrecha relación con su madre; es desgraciado por no conocer a su hermana; cumple su venganza matando e incendiando la casa del usurpador; ambos, Kullervo y Túrin, cometen incesto involuntariamente con sus hermanas y al saberlo se quitan la vida de idéntica manera.